# Histona H2A
La histona H2A és una de les 5 principals histones implicades en l'estructura de la cromatina en les cèl·lules eucariotes. Amb un domini globular principal, disposa d'una llarga cua N terminal que l'involucra en l'estructura dels nucleosomes.